# HD 112244
HD 112244，又名CP-56 5498，SAO 240385、HR 4908，是一颗恒星，视星等为5.32，位于銀經303.55，銀緯6.03，其B1900.0坐标为赤經12h 50m 3.5s，赤緯-56° 6.03′ 37″。